# Grabowo
Grabowo è un comune rurale polacco del distretto di Kolno, nel voivodato della Podlachia.
Ricopre una superficie di 128,48 km² e nel 2004 contava 3 643 abitanti.